# Coina (Perú)
Coina es un Centro Poblado peruano ubicado en el distrito de Usquil, provincia de Otuzco del Departamento de La Libertad. Con 5,39 km² de superficie y 1.576 habitantes (2022). Su densidad de población es de 292,4 hab/km². Se destaca por la producción de  Lima.
El Centro Poblado de coina fue creado con Ordenanza Municipal N°017-2021-MPO un 28 de octubre de 2021, siendo la proclamación de dicha Ordenanza Municipal en Coina el 31 de diciembre del 2021 y quedando instaurada como fecha de aniversario.

## Autoridades

### Municipalidad de Coina
La Gestión de la Municipalidad del Centro Poblado de Coina periodo (2023 - 2026) está compuesta de la siguiente manera:
- Alcalde: Miguel Ángel Ponce Crederdt

- 1.er Regidor: Melanio Rodríguez García
- 2.º Regidor: Dora Castillo Tuanama
- 3.er Regidor: César García García
- 4.º Regidor: Carlos Cruz Valdez

## Geografía
Coina está ubicada en el Distrito de Usquil, provincia de Otuzco, región La Libertad. Es uno de los principales Centros Poblados de la cuenca del río del Alto Chicama y de la provincia de Otuzco, se destaca por su producción frutícola, sus verdes paisajes y su gente encantadora. Posee además un intenso movimiento comercial que se realiza todos los sábados, donde agricultores, comerciantes y ganaderos se reúnen para comercializar productos.

## Sectores de Coina
- La Fundición
- San Benito
- Vista Alegre
- El Naranjo
- Engom
- Mollepata

## Caserios de Coina
- La Pauca
- Caulimalca
- Chasimalca
- Víctor Raúl
- Pacosbamba

## Historia
El nombre de Coina es de origen portugués. No esta de más recordar que en la época de la colonia América Latina no solamente experimento la invasión española, sino también la invasión portuguesa, la cual obviamente en el Perú no fue tan estridente como la anterior. Es así que esta zona andina, según referencias, advirtió la recalada de personas de origen portugués dedicados a la extracción de metales preciosos. Estos portugueses encontraron cierta similitud entre este territorio y su lugar de origen por lo que le denominaron Coina.
Coina pequeño por su extensión, pero grande por sus esfuerzos se yergue majestuosamente a orillas del río Alto Chicama como un regalo de Dios, enclavado en las entrañas del ande liberteño. Luego de cuatro horas de viaje desde la ciudad de Trujillo, atravesando paisajes, que como mudos testigos, ofrecen a nuestra vista cerros muy encumbrados cubi
ertos por vegetación, el camino es largo, pero a la vez fantástico; ascendemos hasta más de 3100 m.s.n.m. cuando transitamos por el Distrito de Usquil y empezamos a descender hasta divisar el majestuoso y ubérrimo valle de Coina.

## Festividades
- Aniversario del Centro Poblado: 31 de diciembre y 1 de enero
- Semana Santa
- Fiesta Patronal de Coina: 27 al 30 de julio
- Aniversario de la I.E San Miguel: 29 de septiembre

## Personajes
- Rafael Amaranto: guitarrista nacido en el sector de la Fundición de Coina, el 22 de octubre de 1935.